# Список глав государств в 1643 году
| 1642 ← Список глав государств по годам → 1644 |

## Азия
- Бруней — Абдул Джалил Акбар, султан (1598—1659)
- Бутан — Шабдрунг Нгаванг Намгьял, друк дези (1637—1651)
- Бухарское ханство — Надир Мухаммад, хан (1642—1645)
- Великих Моголов империя — Шах-Джахан I, падишах (1627—1658)
- Грузинское царство — 
  -  Гурийское княжество — Кайхосро I Гуриели, князь (1625/1626—1658)
  -  Имеретинское царство — Александр III, царь (1639—1660)
  -  Кахетинское царство — Теймураз I, царь (1605—1614, 1615—1616, 1625—1633, 1634—1648)
  -  Картлийское царство — Ростом, царь (1633—1658)
  -  Мегрельское княжество — Леван II Дадиани, князь (1611—1657)
- Дайвьет — 
  - Мак Кинь Ву, император (династия Мак, на севере) (1638—1677)
  - Ле Тхан-тонг, император (династия Ле, на юге) (1619—1643, 1649—1662)
  - Ле Тян-тонг, император (династия Ле, на юге) (1643—1649)
- Джунгарское ханство  — Эрдэни-Батур, хан (1634—1653)
- Индия —
  - Амбер (Джайпур) — Джай Сингх I, раджа[кат.] (1621—1667)
  - Араккал[англ.] — Мухаммад Али I, али раджа[англ.] (1610—1647)
  - Ахом — Сурамфаа, махараджа[англ.] (1641—1644)
  - Барвани — Чарандра Сингх, рана (1640—1670)
  - Биджапурский султанат — Мохаммед Адил Шах, султан (1627—1656)
  - Биканер — Каран Сингх, раджа[англ.] (1631—1667)
  - Бунди — Чатра Сингх, раджа (1632—1658)
  - Бхавнагар — Акхераджи Говинджи, раджа (1636—1660)
  - Ванканер — Ман Сингх Султанжи, раджа (1632—1653)
  - Виджаянагарская империя — Шриранга III, махараджадхираджа (1642—1646)
  - Голконда — Абдулла Кутб-шах, султан[англ.] (1626—1672)
  - Гондал — Кумбходжи I, тхакур сахиб (1634—1679)
  - Гулер[англ.] — Ман Сингх, раджа[англ.] (1635—1661)
  - Датия — Бхагван Рао, раджа (1626—1656)
  - Джайнтия[англ.] — Чота Парбат Раи, раджа[англ.] (1636—1647)
  - Джайсалмер — Манохар Дас Сингх, раджа (1634—1648)
  - Джалавад (Дрангадхра) — Амарсингхжи Чандрасинхжи, сахиб (1633—1644)
  - Дженкантал[англ.] — Нилакант Рэй Сингх, раджа[кат.] (1641—1682)
  - Джхабуа — Ман Сингх, раджа (1610—1677)
  - Дунгарпур — Пунжарай Сингх, раджа (1609—1657)
  - Кач — Бходжраджи, раджа (1631—1645)
  - Келади[англ.] — Вирабхадра Найяка, раджа[англ.] (1629—1645)
  - Кишангарх — Хари Сингх, махараджа (1628—1644)
  - Кодагу (Коорг)[англ.] — Мудду Райя I, раджа[англ.] (1633—1687)
  - Кочин — Года Варма I, махараджа (1637—1645)
  - Куч-Бихар — Пран Нарайян, раджа (1626—1665)
  - Ладакх — Делдан Намгьял, раджа[англ.] (1642—1694)
  - Мадурай — Тирумала Найяка, раджа (1623—1659)
  - Майсур — Кантирава Нарасараджа I, махараджа (1638—1659)
  - Манди — Сураж Сен, раджа (1637—1664)
  - Манипур — Хагемба, раджа[англ.] (1597—1652)
  - Марвар (Джодхпур) — Джасвант Сингх, раджа (1638—1678)
  - Мевар (Удайпур) — Джагат Сингх I, махарана (1628—1652)
  - Наванагар — Лакхаджи I Аджоджи, джам (1624—1645)
  - Орчха — Пахар Сингх, раджа (1641—1653)
  - Пратабгарх — Хари Сингх, махарават (1628—1673)
  - Рева — 
    - Амар Сингх II, раджа (1630—1643)
    - Ануп Сингх, раджа (1643—1660)

  - Савантвади — Лахман Савант Бхонсле, раджа (1641—1655)
  - Самбалпур[англ.] — Нарсингх Саи, раджа[англ.] (1637—1648)
  - Сирмур — Мандхата Пракаш, махараджа (1630—1654)
  - Сирохи — Акхай Радж II, раджа (1620—1673)
  - Сонепур — Пурусотама Сингх Део, раджа (1635—1673)
  - Сукет — Шиам Сен, раджа (1620—1650)
  - Танджавур — Виджайя Рагхава Найяк, раджа (1634—1673)
  - Чамба — Притхви Сингх, раджа (1623—1664)
  - Читрадурга[англ.] — Кастури Рангаппа Найяка I, найяк[англ.] (1602—1652)
  - Читрал — Мухтаррам Шах Катор I, мехтар (1585—1655)
  - Шахпура — Сужан Сингх, махараджа (1629—1658)
- Индонезия —
  - Аче — Рату Сафиатуддин Тадж ул-Алам, султанша (1641—1675)
  - Бантам — Абу аль-Мафахир Махмуд Абдулкадир, султан (1596—1647)
  - Бачан — Нурусалат, султан[англ.] (ок. 1609—1649)
  - Дели — Гоках Пахлаван, туанку (1632—1669)
  - Матарам — Чакракусума Нгабдуррахман Агунг, султан (1613—1645)
  - Сулу — Мувалил Вазит I, султан[англ.] (1610—1650)
  - Тернате — Хамза, султан (1627—1648)
  - Тидоре — Саиди, султан[англ.] (1640—1657)
  - Чиребон[англ.] — Панембахан Рату, султан[англ.] (1570—1649)
- Иран (Сефевиды) — Аббас II, шахиншах (1642—1666)
- Казахское ханство — 
  - Жанибек II, хан (1628—1643)
  - Жангир, хан (1643—1652)
- Камбоджа — Раматипади I, король[англ.] (1642—1658)
- Канди — Райясинха II, царь[англ.] (1635—1687)
- Китай (Империя Мин)  — Чунчжэнь (Чжу Юцзянь), император (1627—1644)
- Лансанг  — Суринья Вонса, король (1638—1694)
- Малайзия — 
  - Джохор — Абдул Джалил Шах III, Султан[англ.] (1623—1677)
  - Кедах — Риджалуддин Мухаммад Шах, султан[англ.] (1626—1652)
  - Келантан — Сакти I ибн аль-Мархум, султан[англ.] (1637—1649)
  - Паттани — Рату Кунинг, королева (1635—1649)
  - Перак — Музаффар Рийят Шах II, султан (1636—1653)
- Мальдивы — Мухаммад Имадуддин I, султан (1632—1648)
- Могулистан — Абул Мухаммад, хан (в Восточном Могулистане)  (1636—1653)
- Могулия (Яркендское ханство) — Абдулла, хан  (1638—1669)
- Мьянма — 
  - Аракан (Мьяу-У) — Нарапати, царь[англ.] (1638—1645)
  - Таунгу — Талун, царь[англ.]  (1629—1648)
- Непал (династия Малла) —
  - Бхактапур — Нареша Малла, раджа[англ.] (1637—1644)
  - Катманду (Кантипур) — Пратап Малла, раджа[англ.] (1641—1674)
  - Лалитпур — Сиддхи Нарасимха, раджа[англ.] (1620—1661)
- Оман — Насир ибн Муршид, имам (1624—1649)
- Османская империя — Ибрагим I, султан (1640—1648)
- Рюкю — Сё Кэн, ван (1641—1647)
- Сикким — Пунцог Намгьял, чогьял (1642—1644)
- Таиланд — 
  - Аютия — Прасат Тхонг (Санпхет V), король (1629—1656)
  - Ланнатай — Типпханет, король[англ.] (1631—1655)
- Тибет — Нгаванг Лобсанг Гьяцо (Далай-лама V), далай-лама[англ.] (1642—1682)
  - Хошутское ханство — Гуши, хан (1642—1655)
- Филиппины — 
  - Магинданао — Мухаммад Дипатуан Кударат, султан (1619—1671)
- Хивинское ханство (Хорезм) — 
  - Исфандияр, хан (1623—1643)
  - Абу-ль-Гази, хан (1643—1663)
- Цин — 
  - Абахай, император[англ.] (1636—1643)
  - Шуньчжи (Фулинь), император[англ.] (1643—1661)
- Чосон  — Инджо, ван (1623—1649)
- Япония — 
  - Мэйсё (Окико), императрица (1629—1643)
  - Го-Комё (Цугухито), император (1643—1654)
  - Токугава Иэмицу, сёгун (1623—1651)

## Америка
- Новая Испания — Гарсиа Сармьенто де Сотомайор, вице-король (1642—1648)
- Перу — Педро Альварес де Толедо-и-Лейва, вице-король (1639—1648)

## Африка
- Аусса — Малак Адан Садик, имам (1632—1646)
- Багирми — Буркоманда I, султан (1635—1665)
- Бамум — Нгулуре, мфон (султан)[англ.] (1629—1672)
- Бени-Аббас[англ.] — Си Бетка Мокрани, султан[фр.] (1620—1680)
- Бенинское царство — Охуан, оба[англ.] (1602—1656)
- Борну — Али III, маи[нем.] (1639—1677)
- Буганда — Кимбугве, кабака (ок. 1634 — ок. 1644)
- Варсангали[англ.] — Али, султан[кат.] (1612—1655)
- Вогодого — Моттаба, нааба (ок. 1640 — ок. 1660)
- Гаро (Боша) — Даро, тато[англ.] (ок. 1630 — ок. 1660)
- Дагомея — Дакодону, ахосу (ок. 1620 — ок. 1645)
- Дарфур — Муса ибн Сулейман, султан (1637—1682)
- Денкира[англ.] — Боа Ампонсем I, денкирахене[англ.] (1637—1695)
- Джолоф — Бираима Пенда, буур-ба[англ.] (1605—1649)
- Имерина — Андрианжацитакатрандриана, король[англ.] (1630—1650)
- Кайор — Дауда Демба, дамель (1640—1647)
- Кано[англ.] — Кутумби, султан[англ.] (1623—1648)
- Каффа — Галли Гафотшо, царь (ок. 1640 — ок. 1675)
- Конго — Гарсия II, маниконго[англ.] (1641—1660)
- Лунда — Яав I а Ирунг, муата ямво (ок. 1630— ок. 1660)
- Марокко (Саадиты) — Мохаммед аш-Шейх ас-Сегир, султан (1636—1655)
- Массина — Хаммади III, ардо (1627—1663)
- Матамба и Ндонго[англ.] — Зинга Мбанди Нгола, королева[англ.] (1631—1663)
- Мутапа — Мавура Мханде Фелипе, мвенемутапа[англ.] (1629—1652)
- Нри[англ.] — Агу, эзе[англ.] (1583—1676)
- Руанда — Юхи III Мазимпака, мвами (1642—1675)
- Салум — Мбанье Диемель Ндиайе, маад (1639—1645)
- Свазиленд (Эватини) — междуцарствие (1640 — 1645)
- Сеннар — Рубат I, мек (1616/1617—1644/1645)
- Твифо-Хеман (Акваму)[англ.] — Анса Сасраку I, аквамухене (1640—1674)
- Трарза — Адди ульд Ахмед, эмир (ок. 1640—1684)
- Эфиопия — Фасиледэс (Алам-Сагад), император (1632—1667)

## Европа
- Англия, Шотландия и Ирландия — Карл I Стюарт, король (1625—1649)
- Андорра —
  - Людовик XIII, король Франции, князь-соправитель (1620—1643)
  - Людовик XIV, король Франции, князь-соправитель (1643—1715)
  - Пау Дуран, епископ Урхельский, князь-соправитель (1634—1651)
- Валахия — Матей Басараб, господарь (1632—1654)
- Венгрия — Фердинанд III, король (1637—1657)
- Дания — Кристиан IV, король (1588—1648)
- Испания — Филипп IV, король (1621—1665)
- Италия —
  - Венецианская республика — Франческо Эриццо, дож (1631—1646)
  - Гвасталла — Ферранте III Гонзага, герцог[англ.] (1632—1678)
  - Генуэзская республика — Джованни Баттиста Леркари, дож (1642—1644)
  - Мантуя — Карл II Гонзага, герцог (1637—1665)
  - Масса и Каррара — Карло I, князь (1623—1662)
  - Модена и Реджо — Франческо I д’Эсте, герцог (1629—1658)
  - Пармское герцогство — Одоардо Фарнезе, герцог (1622—1646)
  - Пьомбино — Никколо Людовизи, князь (1634—1664)
  - Тосканское герцогство — Фердинандо II, великий герцог (1621—1670)
- Калмыцкое ханство — Хо-Урлюк, тайша (1633—1644)
- Крымское ханство — Мехмед IV Герай, хан (1641—1644, 1654—1666)
- Молдавское княжество — Василий Лупу, господарь (1634—1653)
- Монако — Оноре II, князь (1612—1662)
- Нидерланды (Республика Соединённых провинций) — Фредерик Генрих Оранский, штатгальтер (1625—1647)
- Норвегия — Кристиан IV, король (1588—1648)
- Папская область — Урбан VIII, папа (1623—1644)
- Португалия — Жуан IV Восстановитель, король (1640—1656)
- Речь Посполитая — Владислав IV, король Польши и великий князь Литовский (1632—1648)
  -  Курляндия и Семигалия — Якоб, герцог (1642—1682)
- Русское царство — Михаил Фёдорович Романов, царь (1613—1645)
- Священная Римская империя — Фердинанд III, император (1637—1657)
  - Австрия — Фердинанд IV (император Фердинанд III), эрцгерцог (1637—1657)
  - Ангальт —
    - Ангальт-Бернбург — Кристиан II, князь (1630—1656)
    - Ангальт-Дессау — Иоганн Казимир, князь (1618—1660)
    - Ангальт-Кётен — Людвиг I, князь (1603—1650)
    - Ангальт-Плёцкау — Август, князь (1603—1653)
    - Ангальт-Цербст — Иоганн VI, князькнязь (1621—1667)
    - Ангальт-Харцгероде[англ.] — Фридрих, князь[англ.] (1635—1670)

  - Ансбах — Альбрехт II, маркграф (1634—1667)
  - Бавария — Максимилиан I, курфюрст (1623—1651)
  - Баден —
    - Баден-Баден — Вильгельм, маркграф (1596—1677)
    - Баден-Дурлах — Фридрих V, маркграф (1622—1659)
    - Баден-Родемахерн[нем.] — Герман Фортунат, маркграф[нем.] (1620—1665)

  - Байрет (Кульмбах) — Кристиан, маркграф (1603—1655)
  - Бранденбург-Пруссия — Фридрих Вильгельм I, курфюрст (1640—1688)
  - Брауншвейг —
    - Брауншвейг-Вольфенбюттель — Август Младший, герцог (1635—1666)
    - Брауншвейг-Люнебург — Фридрих IV, герцог (1636—1648)

  - Вальдек —
    - Вальдек-Вильдунген — Филипп VII, граф (1638—1645)
    - Вальдек-Эйзенберг — Филипп Дитрих, граф (1640—1645)

  - Восточная Фризия — Ульрих II, граф (1628—1648)
  - Вюртемберг — Эберхард III, герцог (1628—1674)
  - Ганау — Фридрих Казимир, граф (1642—1680)
  - Гессен —
    - Гессен-Буцбах — 
      - Филипп III, ландграф (1609—1643)
      - в 1643 году объединено с Гессен-Дармштадтом

    - Гессен-Гомбург — 
      - Людвиг Филипп, ландграф (1638—1643)
      - Вильгельм Кристоф, ландграф (1643—1669)

    - Гессен-Дармштадт — Георг II, ландграф (1626—1661)
    - Гессен-Кассель — Вильгельм VI, ландграф (1637—1663)
    - Гессен-Ротенбург — Генрих IV, ландграф (1627—1658)
    - Гессен-Эшвеге[нем.] — Фридрих, ландграф (1632—1655)

  - Гогенцоллерн-Гехинген — Эйтель Фридрих V, князь (1623—1661)
  - Гогенцоллерн-Зигмаринген — Мейнрад I, князь (1638—1681)
  - Гольштейн-Готторп — Фридрих III, герцог (1616—1659)
  - Кёльнское курфюршество — Фердинанд Баварский, курфюрст (1612—1650)
  - Лихтенштейн — Карл Эйсебиус, князь (1627—1684)
  - Лотарингия — оккупировано Францией (1641—1661)
  - Майнцское курфюршество — Ансельм Казимир Вамбольт фон Умштадт, курфюрст (1629—1647)
  - Мекленбург —
    - Мекленбург-Гюстров — Густав Адольф, герцог (1636—1695)
    - Мекленбург-Шверин — Адольф Фридрих I, герцог (1621—1628, 1631—1658)

  - Монбельяр — Леопольд Фридрих, граф (1631—1662)
  - Нассау —
    - Нассау-Вейльбург — Эрнст Казимир, граф (1627—1655)
    - Нассау-Висбаден-Идштейн[нем.] — Иоганн, граф (1629—1677)
    -  Нассау-Дилленбург[англ.] — Людвиг Генрих, граф (1623—1654)
    - Нассау-Диц[нем.] — Вильгельм Фридрих, граф (1640—1654)
    - Нассау-Зиген — Иоганн Франц Дезидератус, граф (1638—1652)
    - Нассау-Саарбрюккен — Иоганн Людвиг, граф (1642—1659)
    - Нассау-Хадамар[нем.] — Иоганн Людвиг, граф (1606—1650)

  - Ольденбург — Антон Гюнтер, граф (1603—1667)
  - Пфальц — Максимилиан I, курфюрст (1623—1648)
    - Пфальц-Биркенфельд[англ.] — Георг Вильгельм, пфальцграф[англ.] (1600—1669)
    - Пфальц-Биркенфельд-Бишвейлер[англ.] — Кристиан I, пфальцграф[англ.] (1600—1654)
    - Пфальц-Зульцбах — Кристиан Август, пфальцграф (1632—1708)
    - Пфальц-Клебург — Иоганн Казимир, пфальцграф (1604—1652)
    - Пфальц-Нойбург — Вольфганг Вильгельм, пфальцграф (1614—1653)
    - Пфальц-Цвейбрюккен — Фридрих, пфальцграф (1635—1661)
      - Пфальц-Ландсберг[англ.] — Фридрих Казимир, герцог[англ.] (1604—1645)

  - Савойя — Карл Эммануил II, герцог (1638—1675)
  - Саксония — Иоганн Георг I, курфюрст (1611—1656)
    - Саксен-Альтенбург — Фридрих Вильгельм II, герцог (1639—1669)
    - Саксен-Веймар — Вильгельм, герцог (1620—1662)
    - Саксен-Гота — Эрнст I, герцог (1640—1675)
    - Саксен-Ратцебург-Лауэнбург — Август, герцог (1619—1656)
    - Саксен-Эйзенах — Альбрехт, герцог (1640—1644)

  - Трирское курфюршество — Филипп Кристоф фон Сётерн, курфюрст (1623—1652)
  - Чехия — Фердинанд III, король (1637—1657)
    - Силезские княжества —
      - Бжегское и Олавское княжества —
        - Георг III Бжегский, князь (1633—1654)
        - Людвик IV Легницкий, князь (1639—1654)
        - Кристиан Бжегский, князь (1639—1654)

      - Волувское и Легницкое княжества — Георг Рудольф Легницкий, князь (1612—1653)
      - Олесницкое княжество — Карл Фредерик Мюнстербергский, князь (1617—1647)
      - Тешинское (Цешинское) княжество — Эльжбета Лукреция Цешинская, княгиня (1625—1653)

  - Шварцбург-Рудольштадт — Людвиг Гюнтер I, граф (1630—1646)
- Трансильвания — Дьёрдь I Ракоци, князь[англ.] (1630—1648)
- Франция — 
  - Людовик XIII, король (1610—1643)
  - Людовик XIV, король (1643—1715)
- Швеция — Кристина, королева (1632—1654)

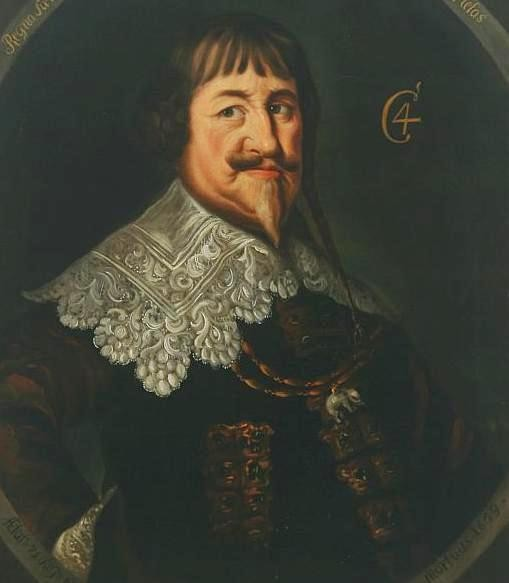
Кристиан IV 1588-1648 Король Дании и Норвегии
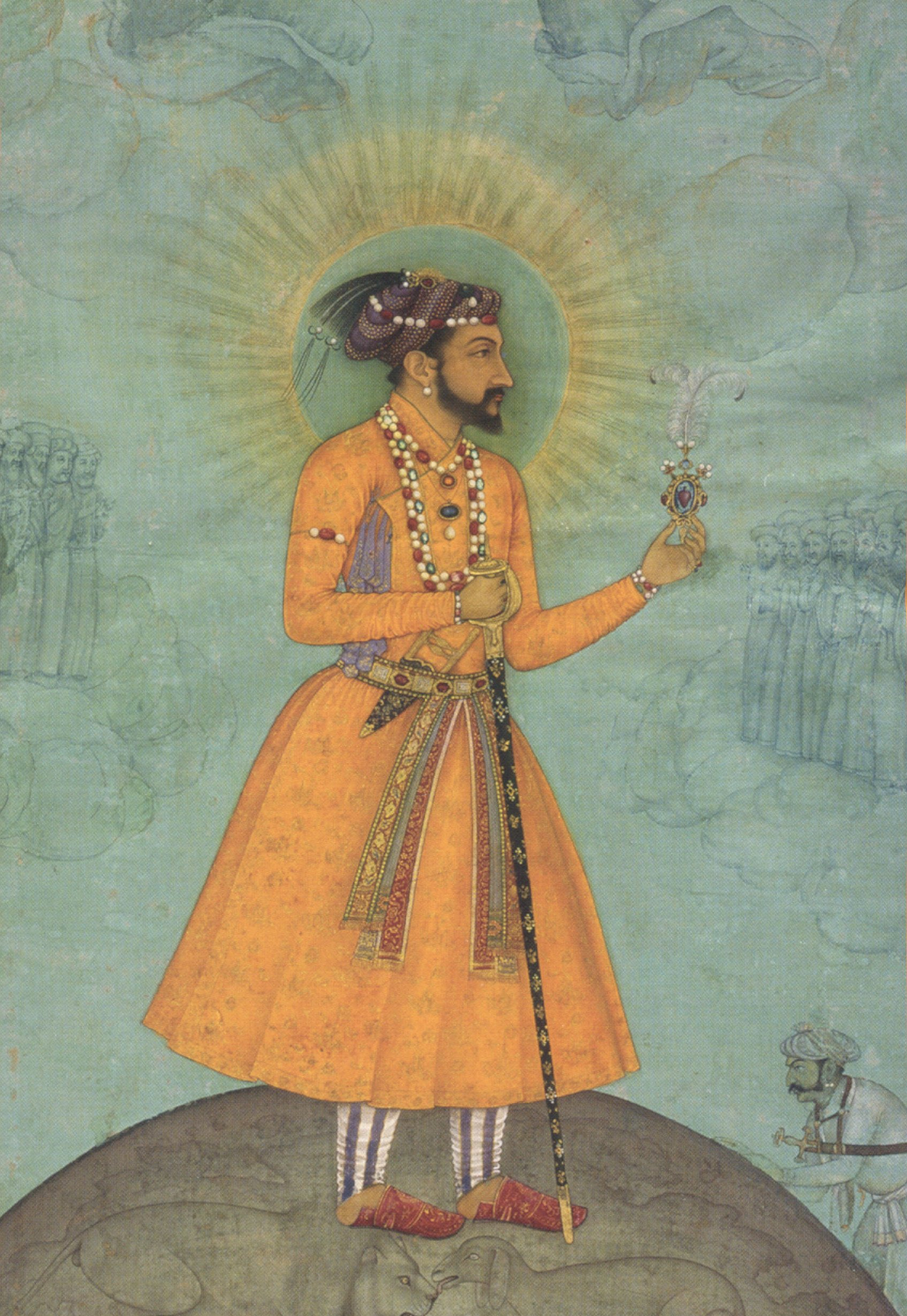
Шах-Джахан I 1627-1658 Падишах империи Великих Моголов
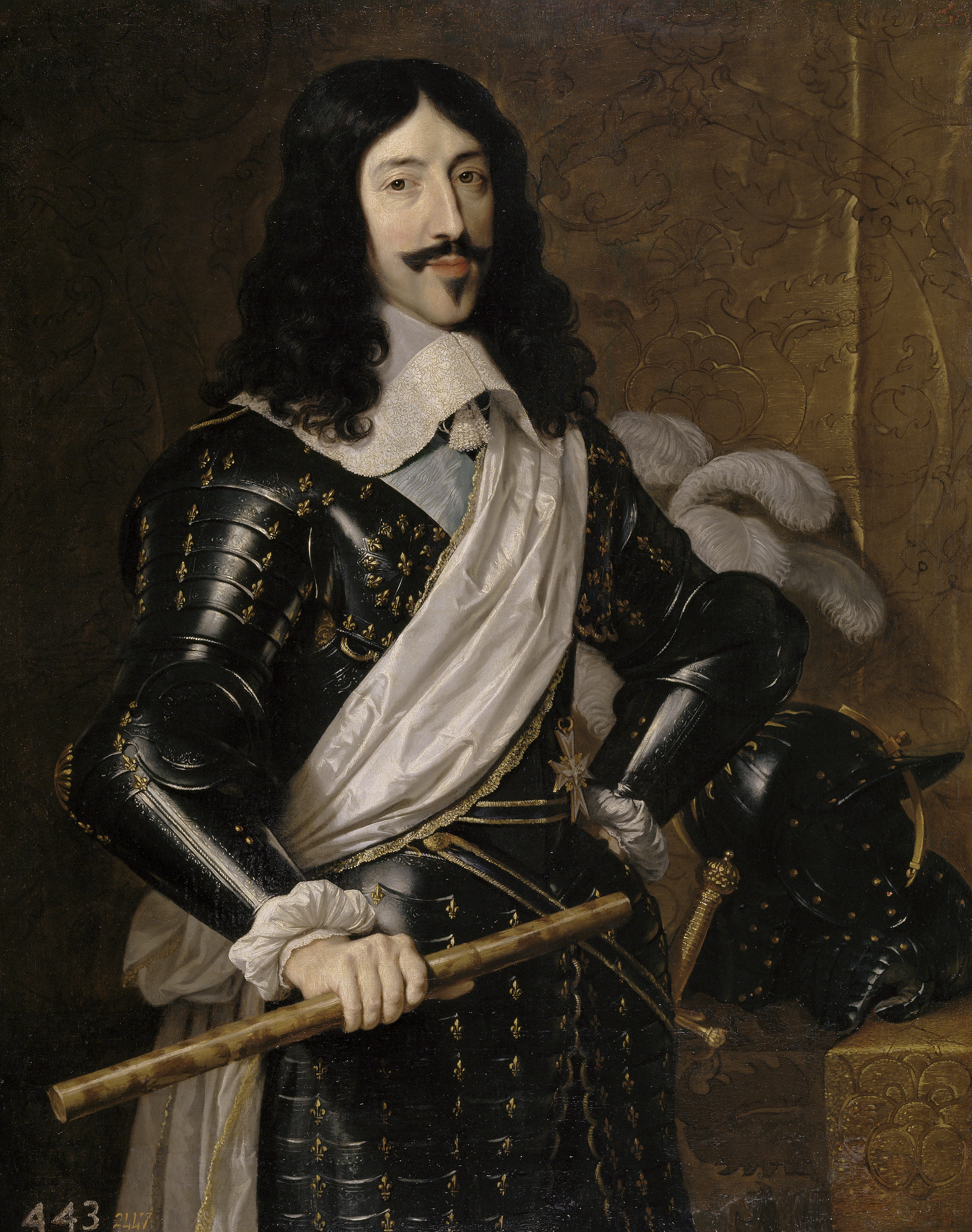
Людовик XIII 1610-1643 Король Франции и Наварры
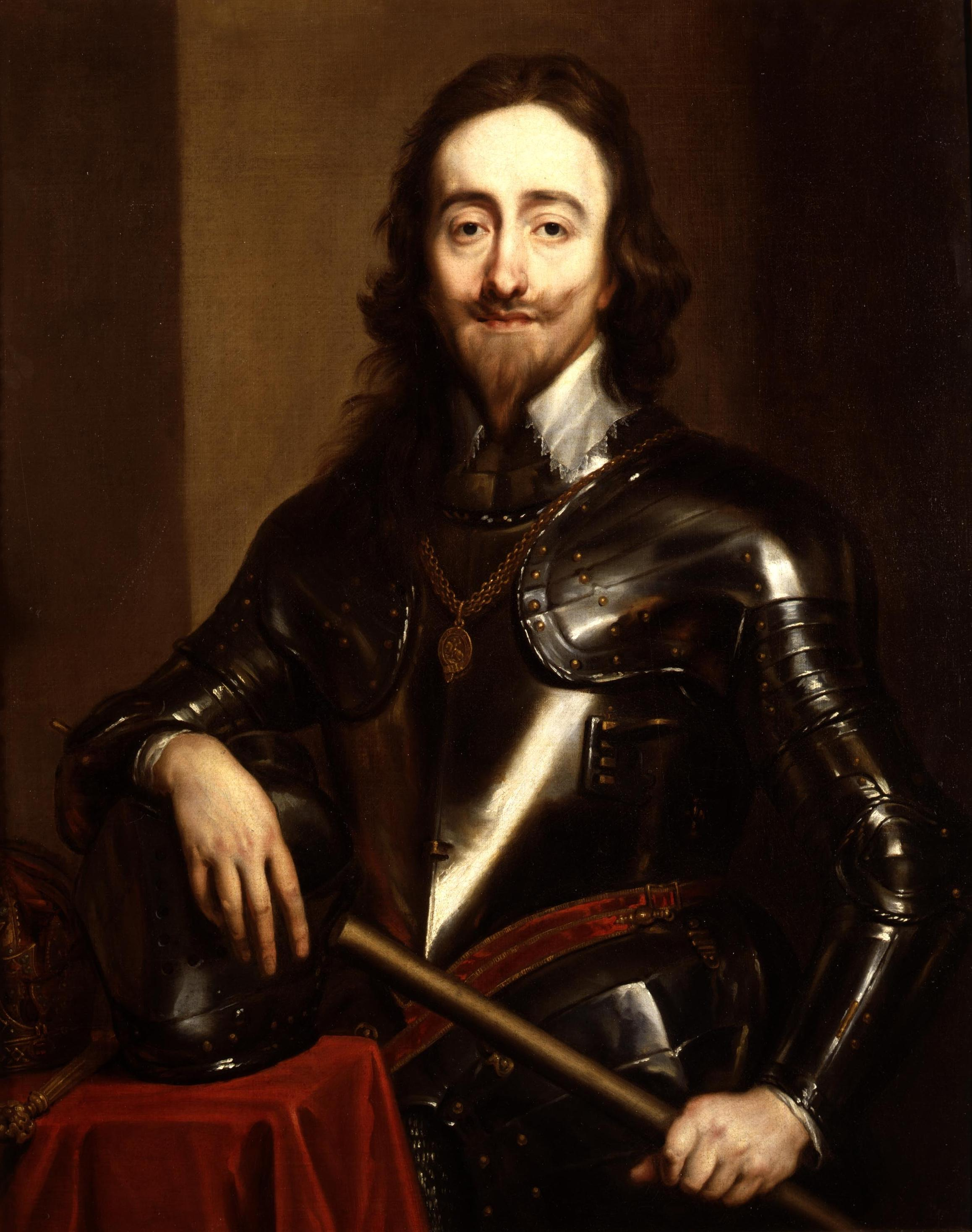
Карл I Стюарт 1625-1649 Король Англии, Шотландии и Ирландии
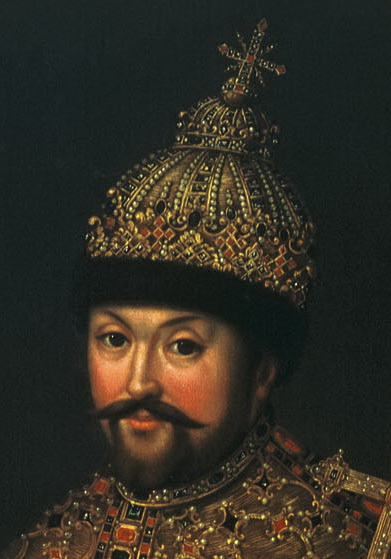
Михаил Фёдорович 1613-1645 Царь всея Руси
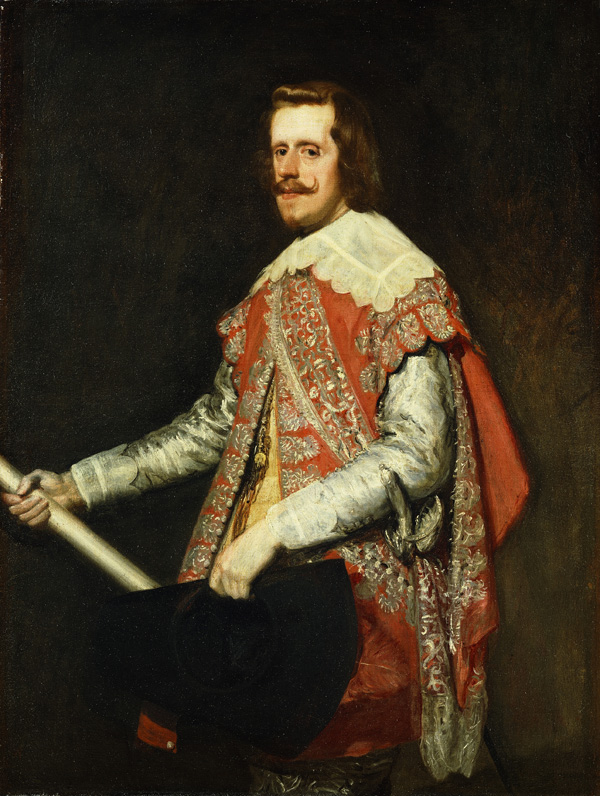
Филипп IV 1621-1665 Король Испании
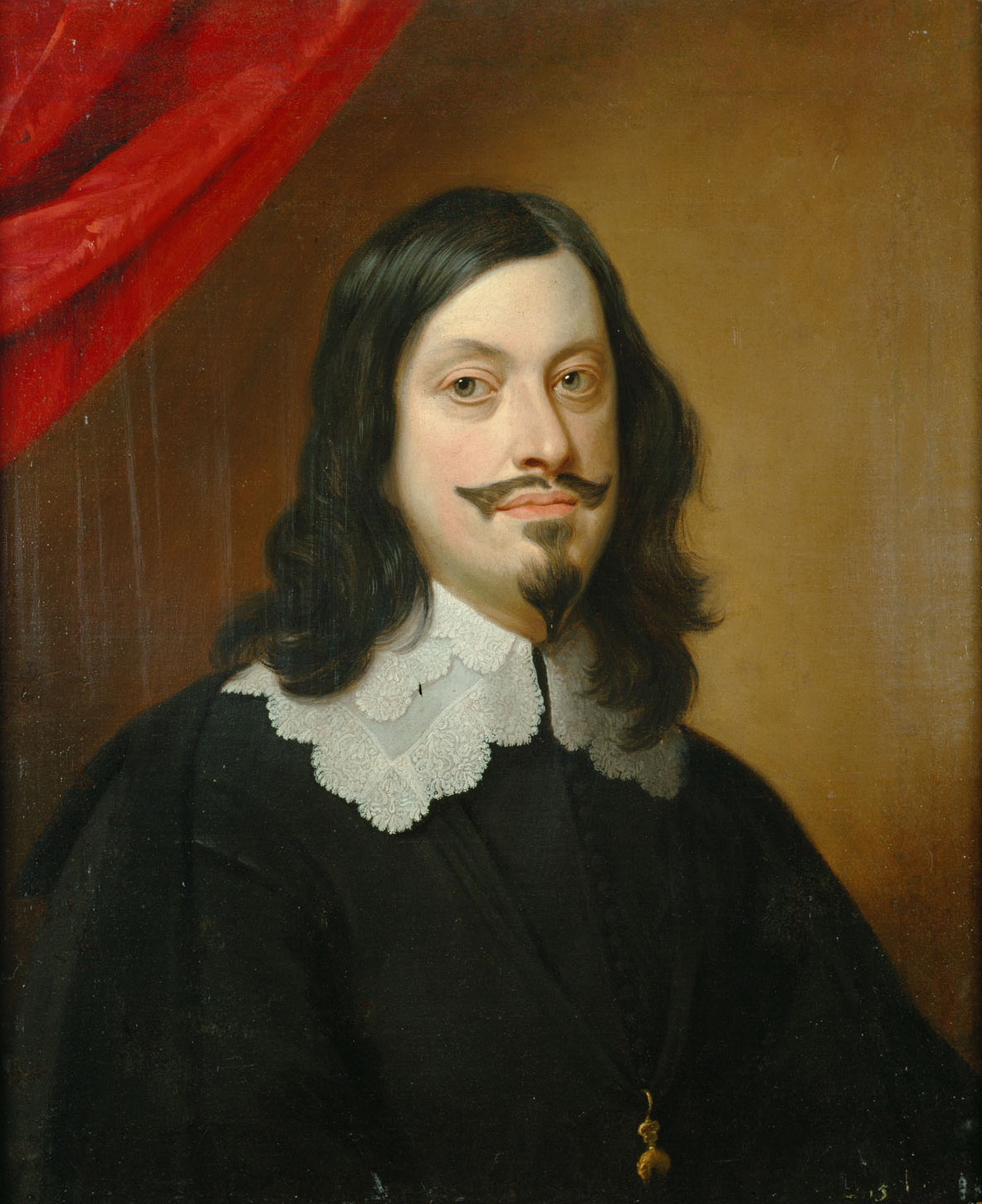
Фердинанд III 1637-1657 Император Священной Римской империи, король Венгрии и Чехии
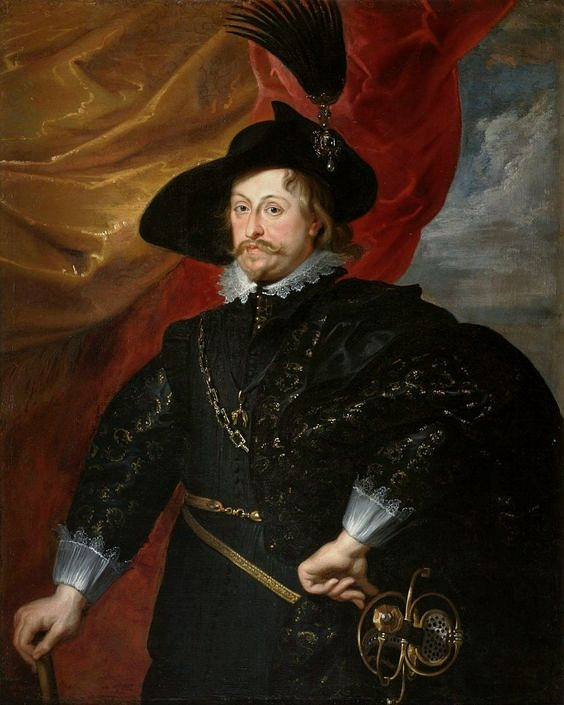
Владислав IV 1632-1648 Король Польши и Великий князь Литовский
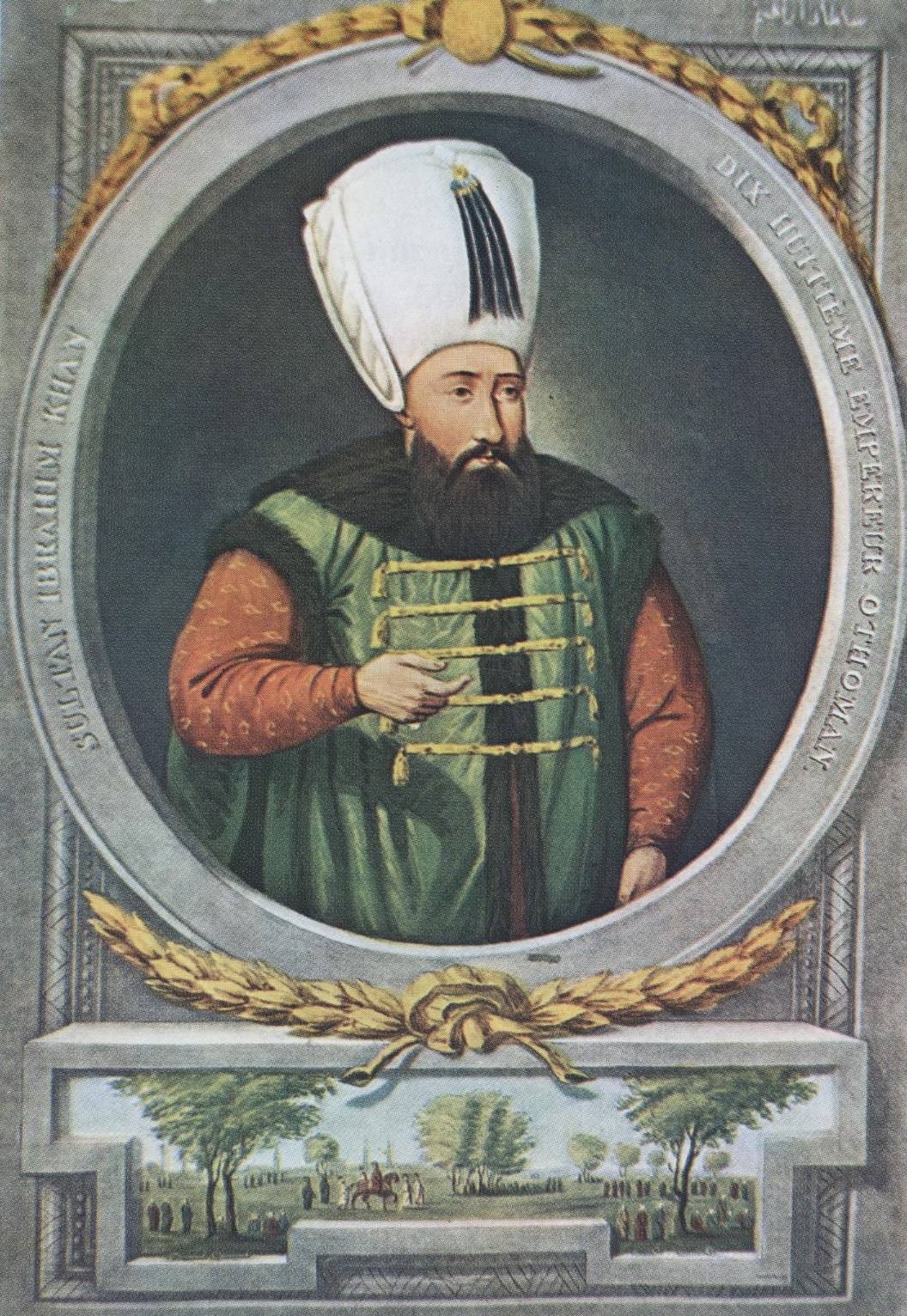
Ибрагим I 1640-1648 Османский султан
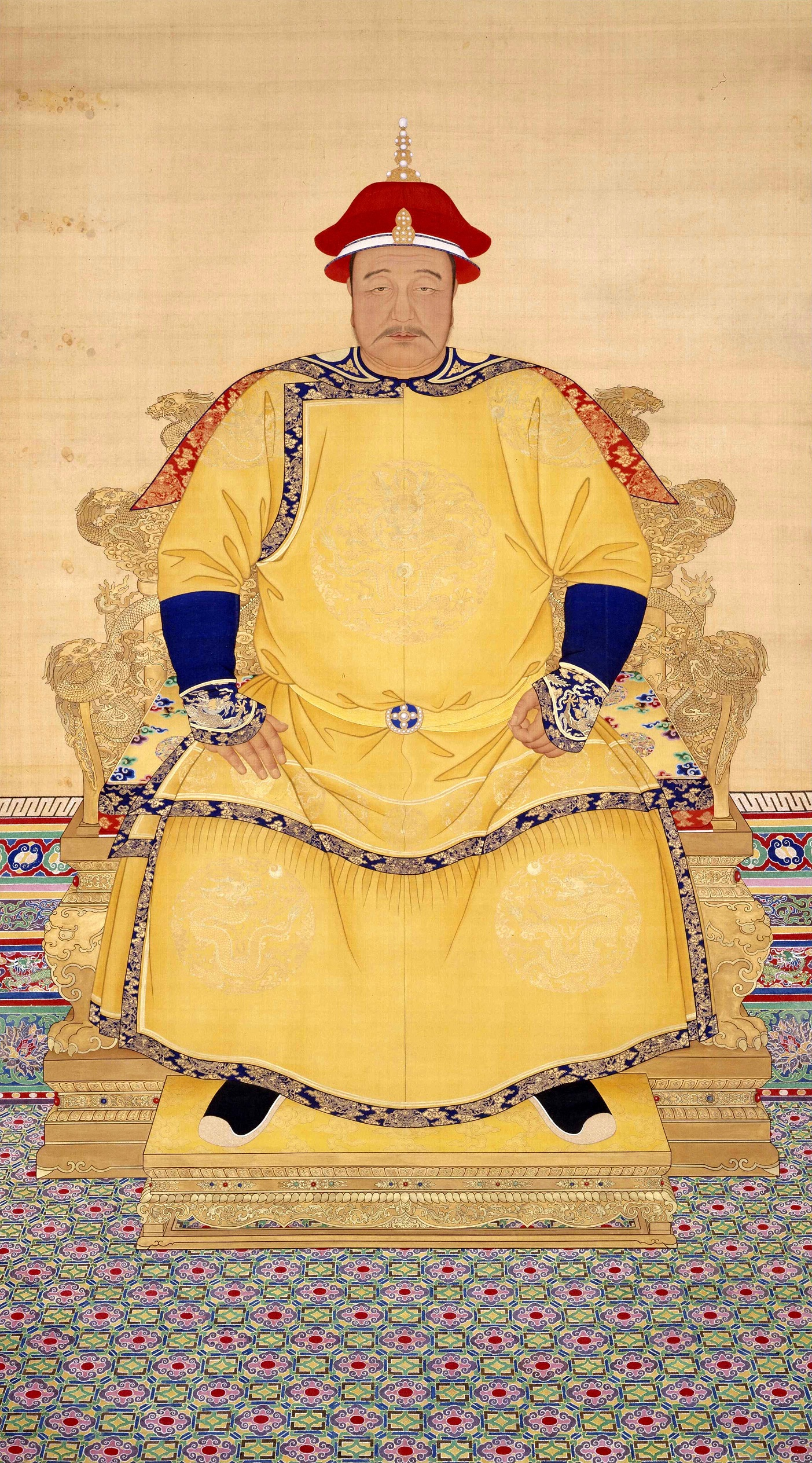
Абахай 1636-1643 Император Цин
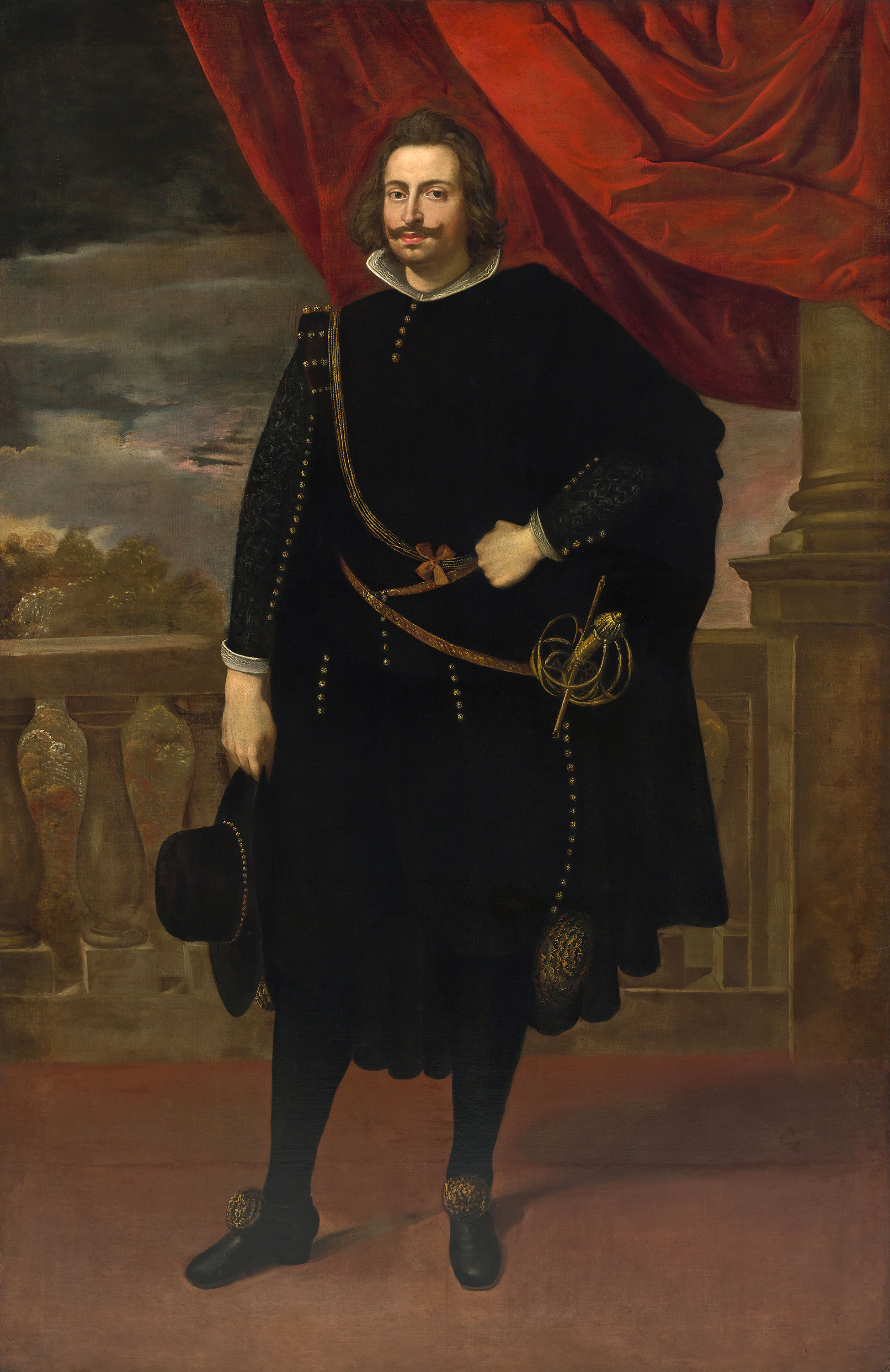
Жуан IV 1640-1656 Король Португалии
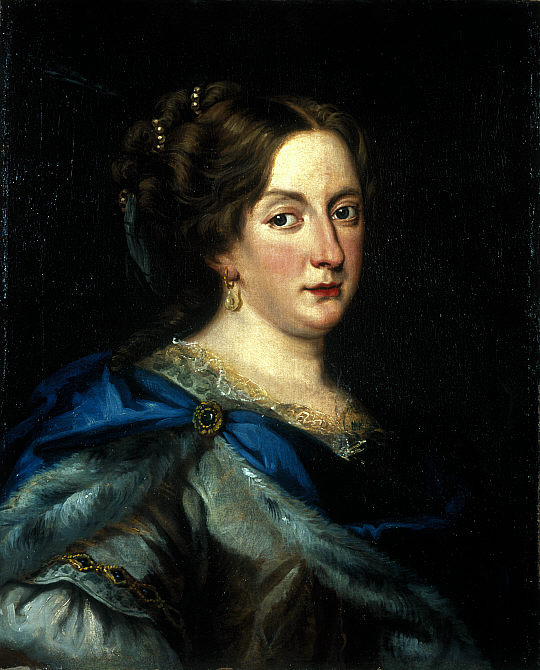
Кристина 1632-1654 Королева Швеции
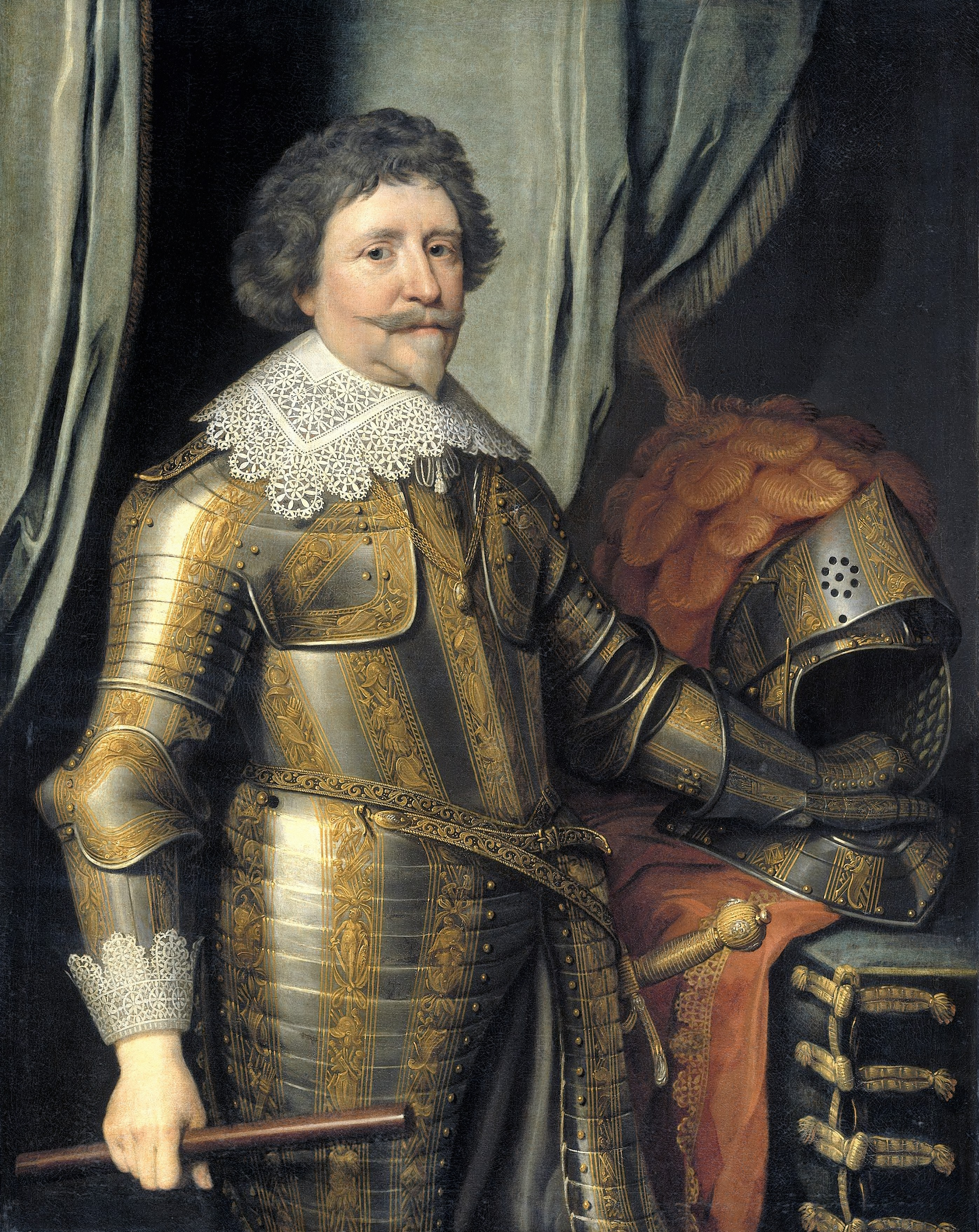
Фредерик Генрих Оранский 1625-1647 Штатгальтер Нидерландов
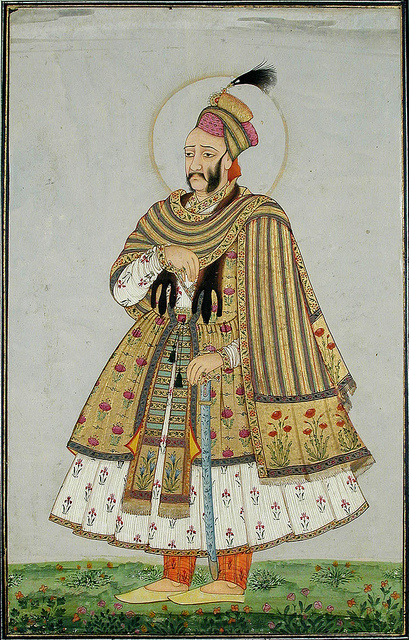
Абдулла Кутб-Шах 1626-1672 Султан Голконды
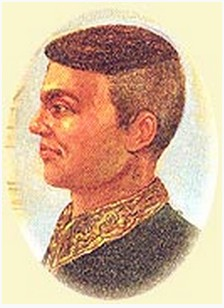
Прасат Тхонг 1629-1656 Король Аютии (Сиама)
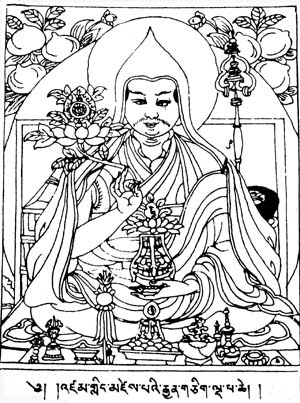
Далай-лама V 1642-1682 Правитель Тибета
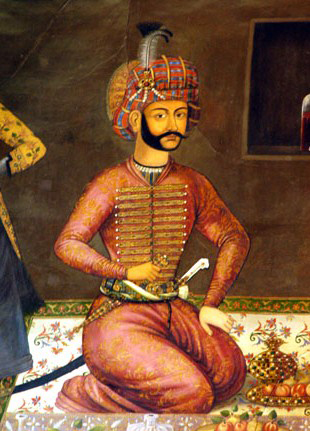
Аббас II 1642-1666 Шахиншах Ирана
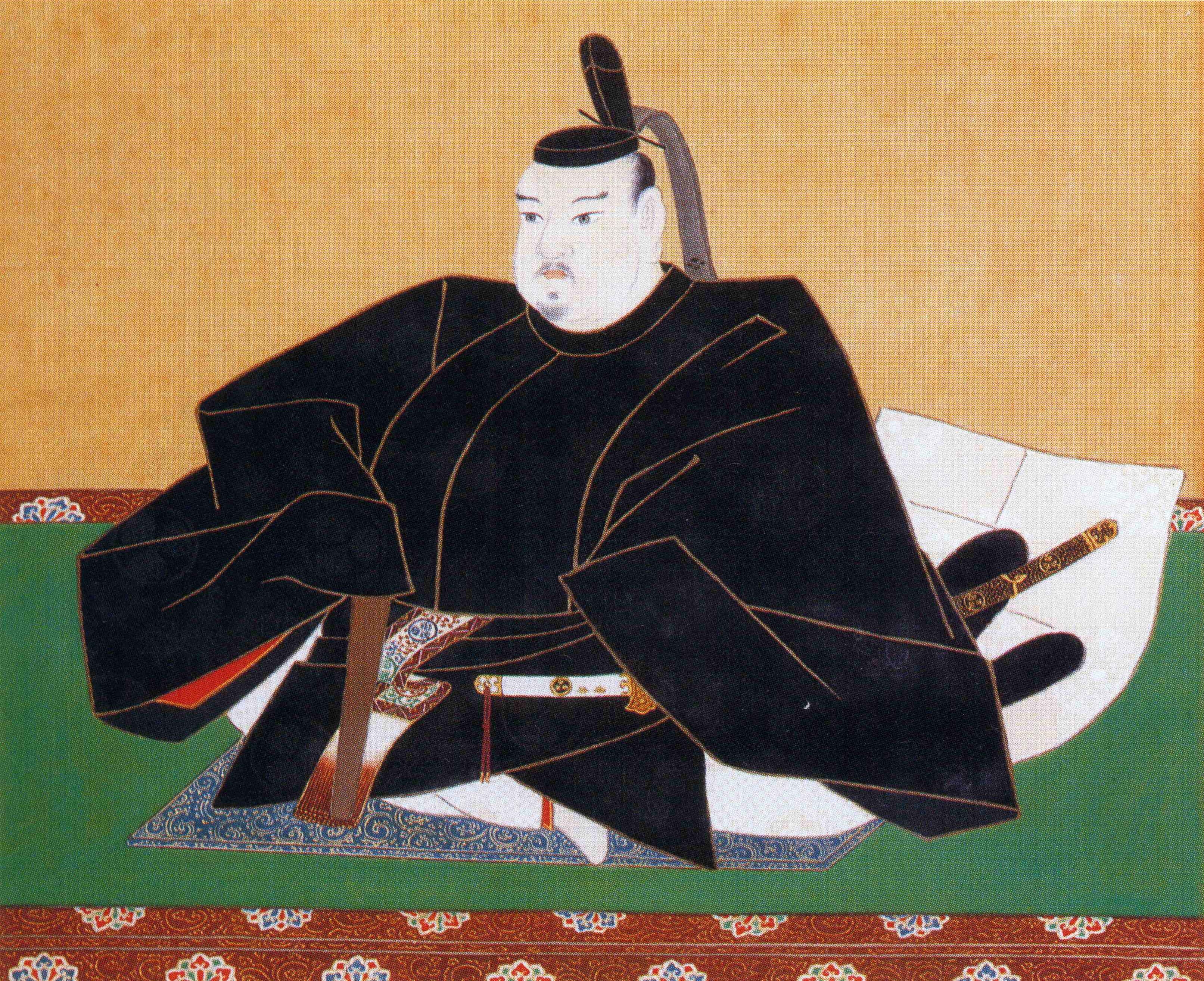
Токугава Иэмицу 1623-1651 Сёгун Японии
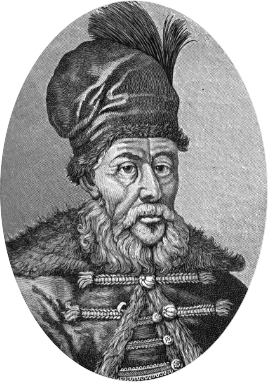
Матей Басараб 1632-1654 Господарь Валахии
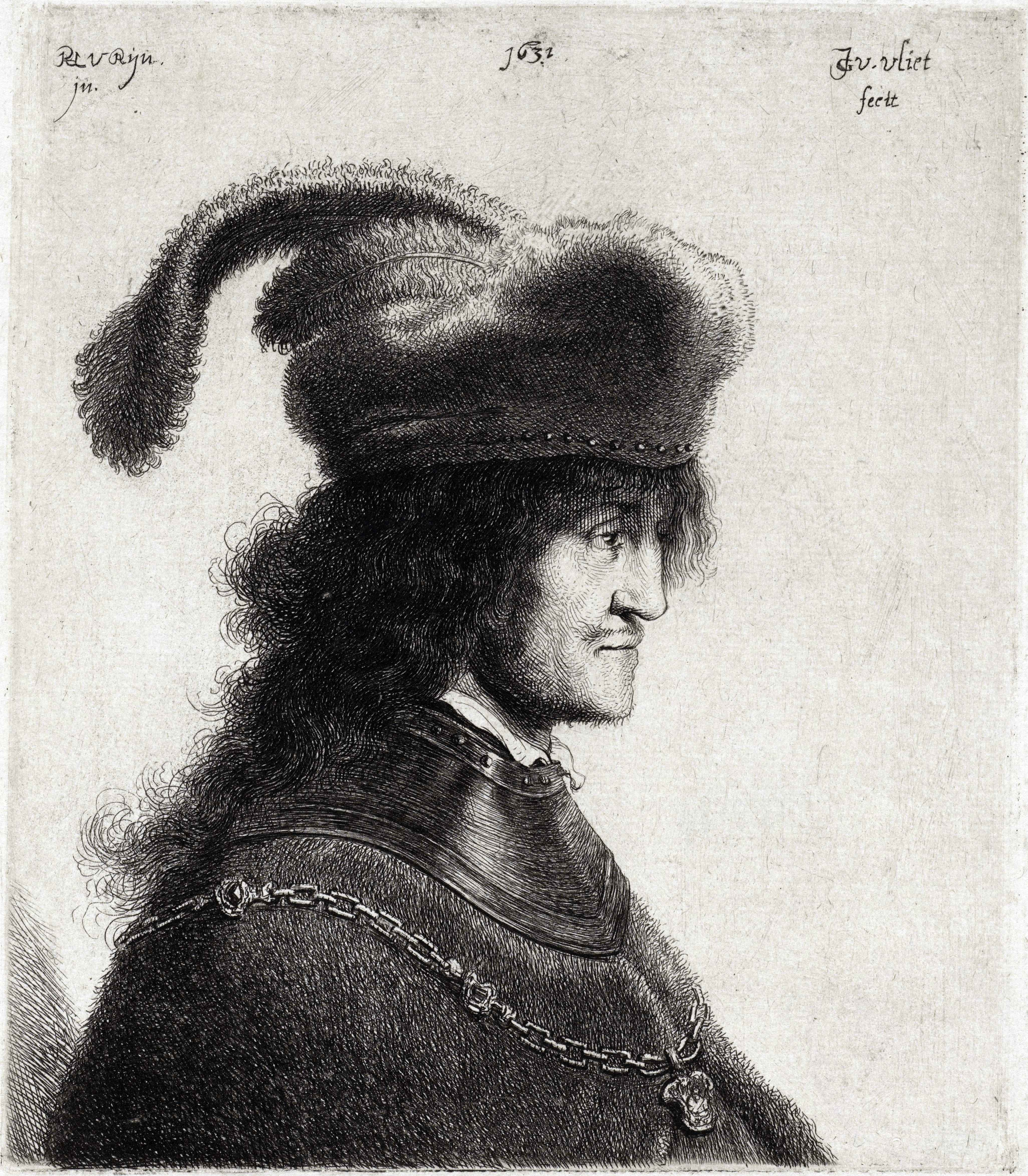
Дьёрдь I Ракоци 1630-1648 Князь Трансильвании
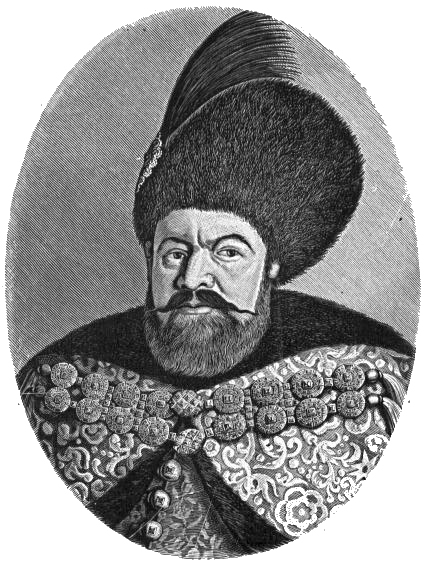
Василий Лупу 1634-1653 Господарь Молдовы
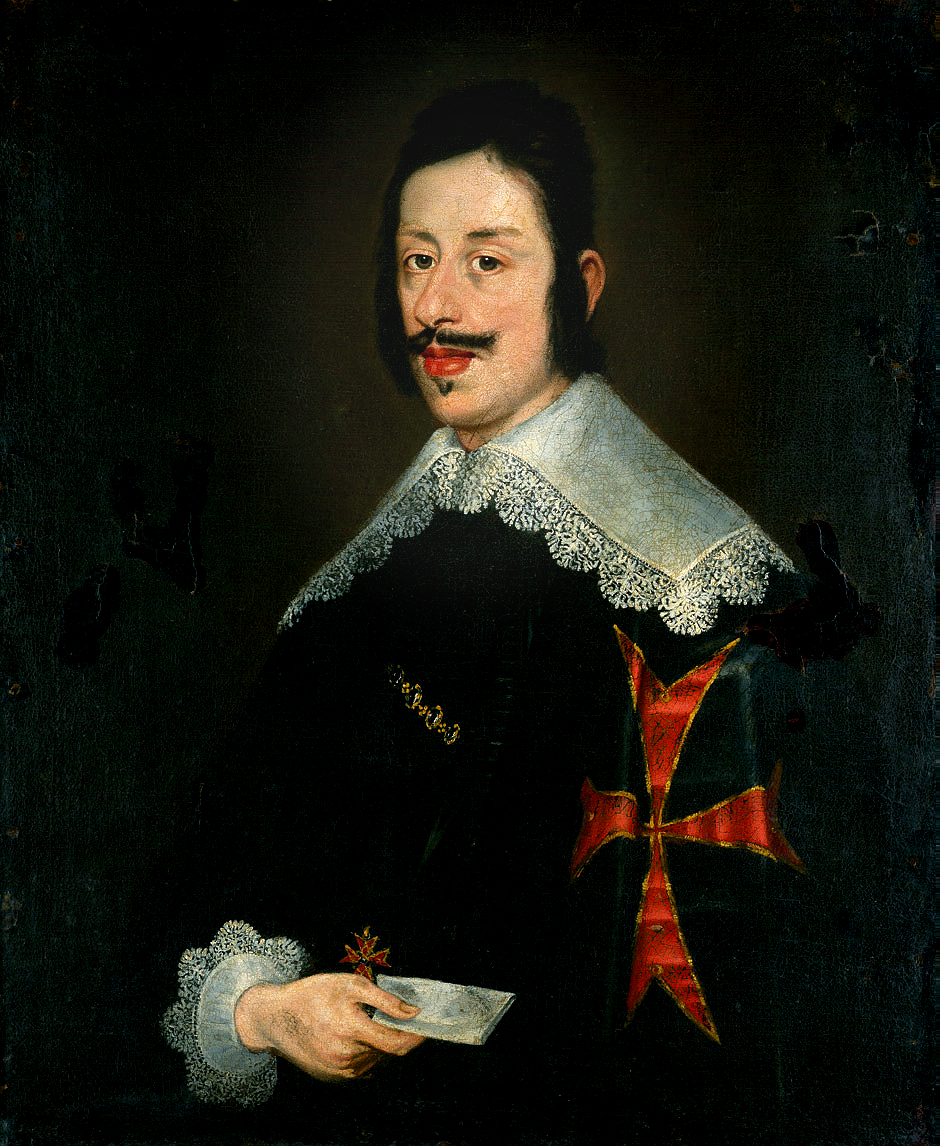
Фердинандо II Медичи 1621-1670 Великий герцог Тосканский
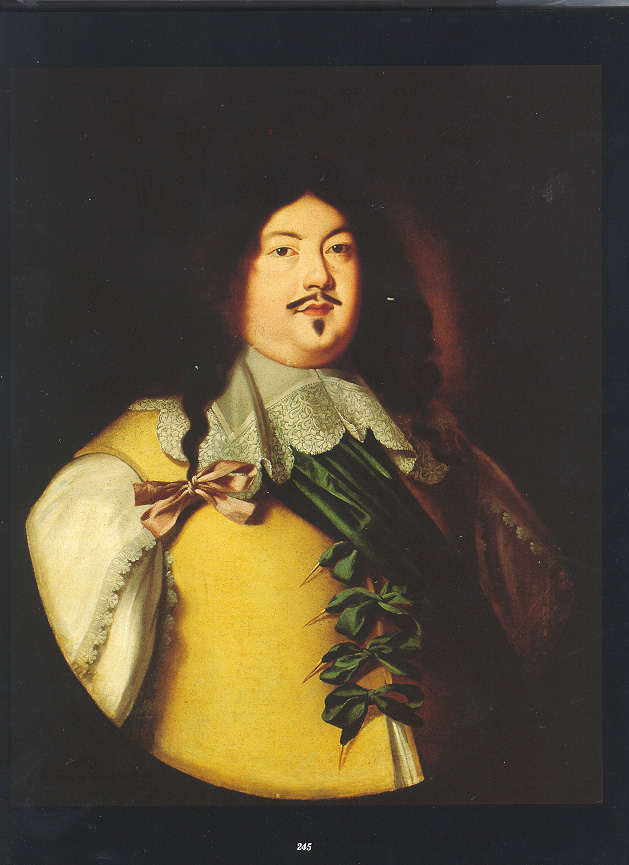
Одоардо Фарнезе 1622-1646 Герцог Пармский
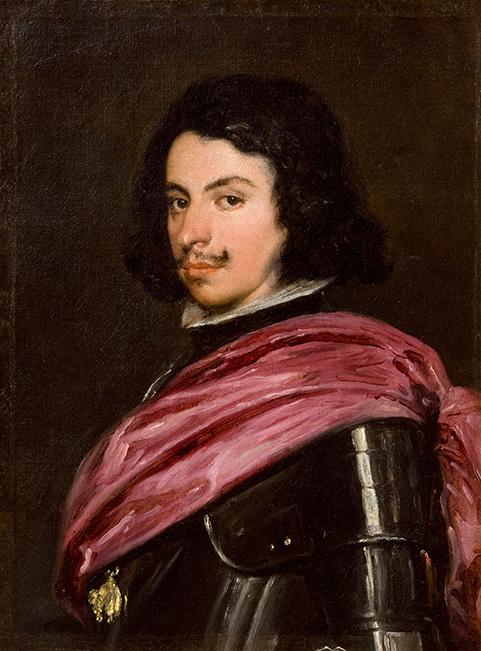
Франческо I д’Эсте 1629-1658 Герцог Модены и Реджо
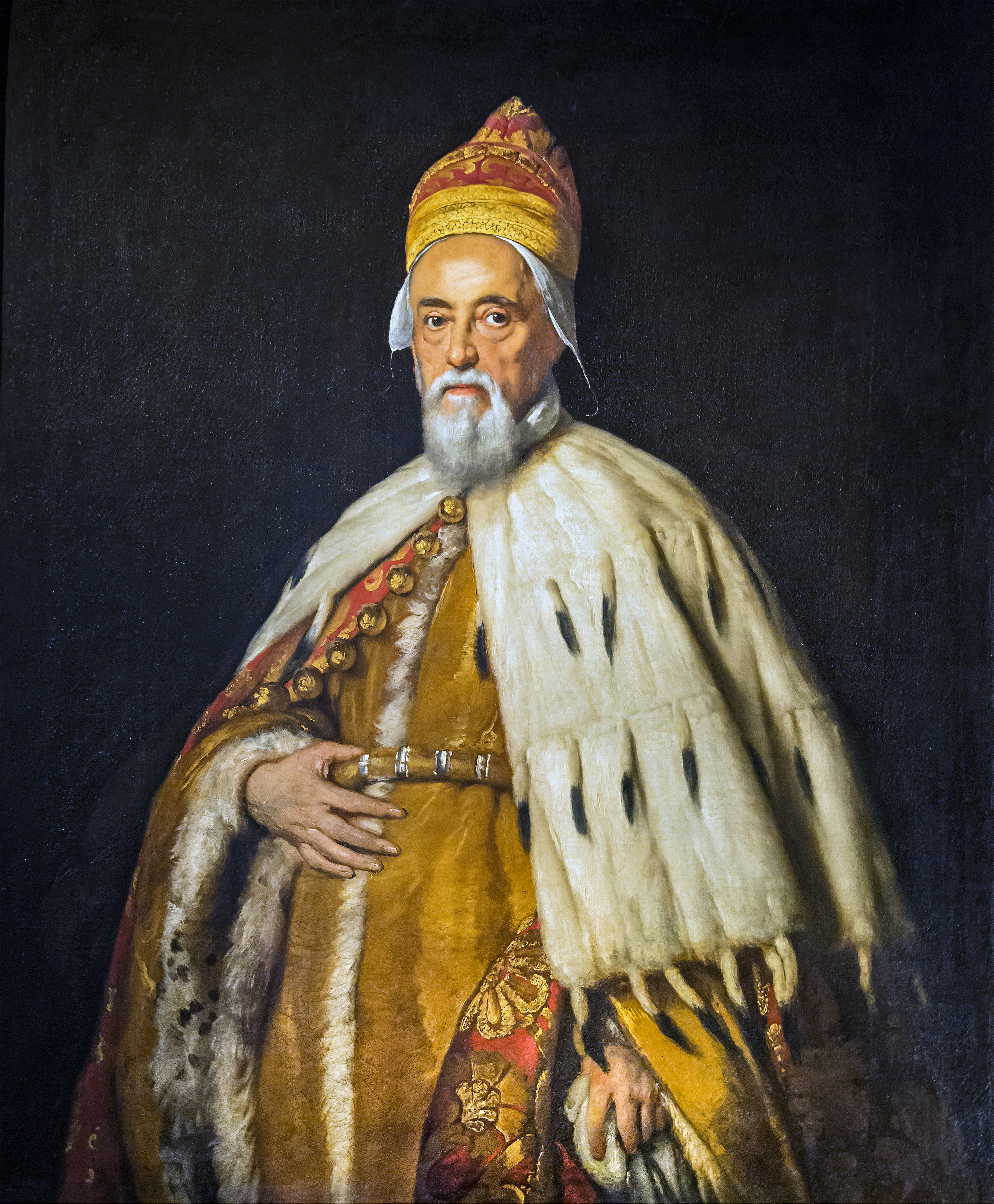
Франческо Эриццо 1631-1646 Дож Венеции
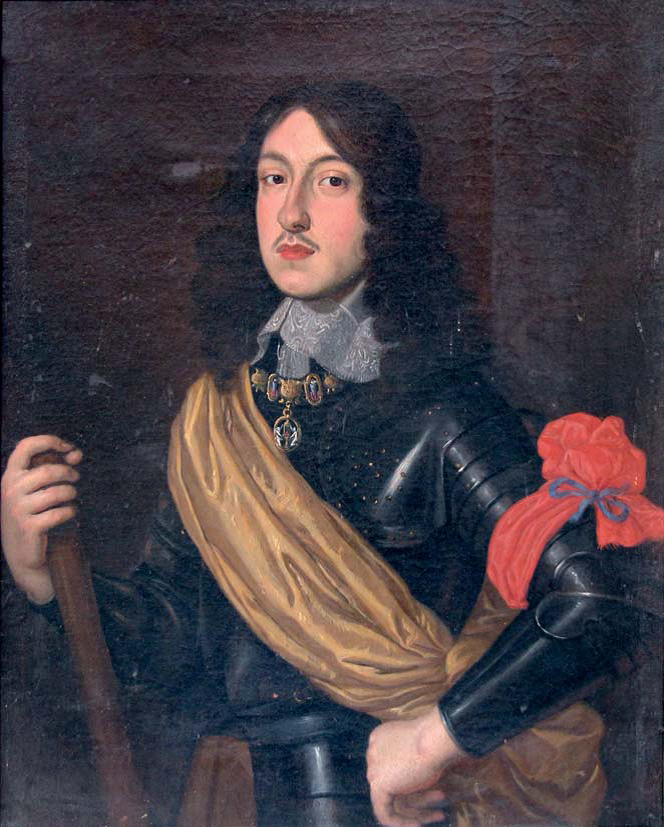
Карл II Гонзага 1637-1665 Герцог Мантуи
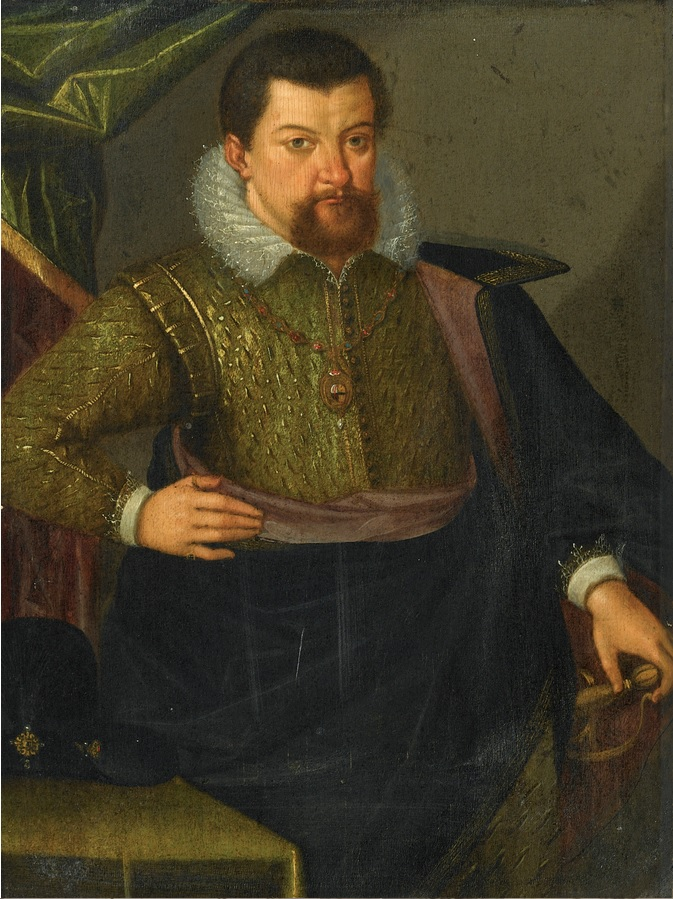
Иоганн Георг I 1611-1656 Курфюрст Саксонии
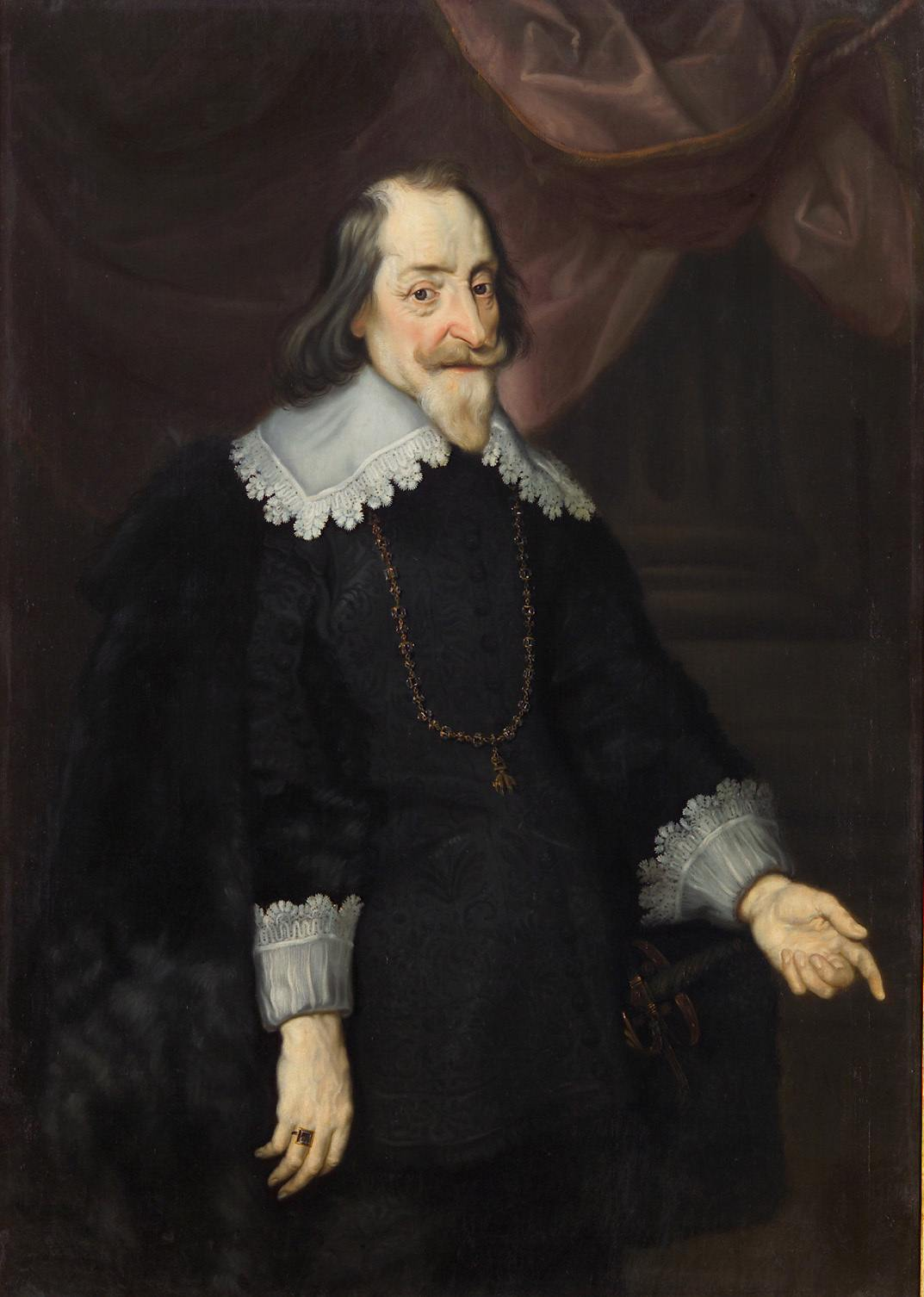
Максимилиан I 1623-1648 Курфюрст Баварии и Пфальца
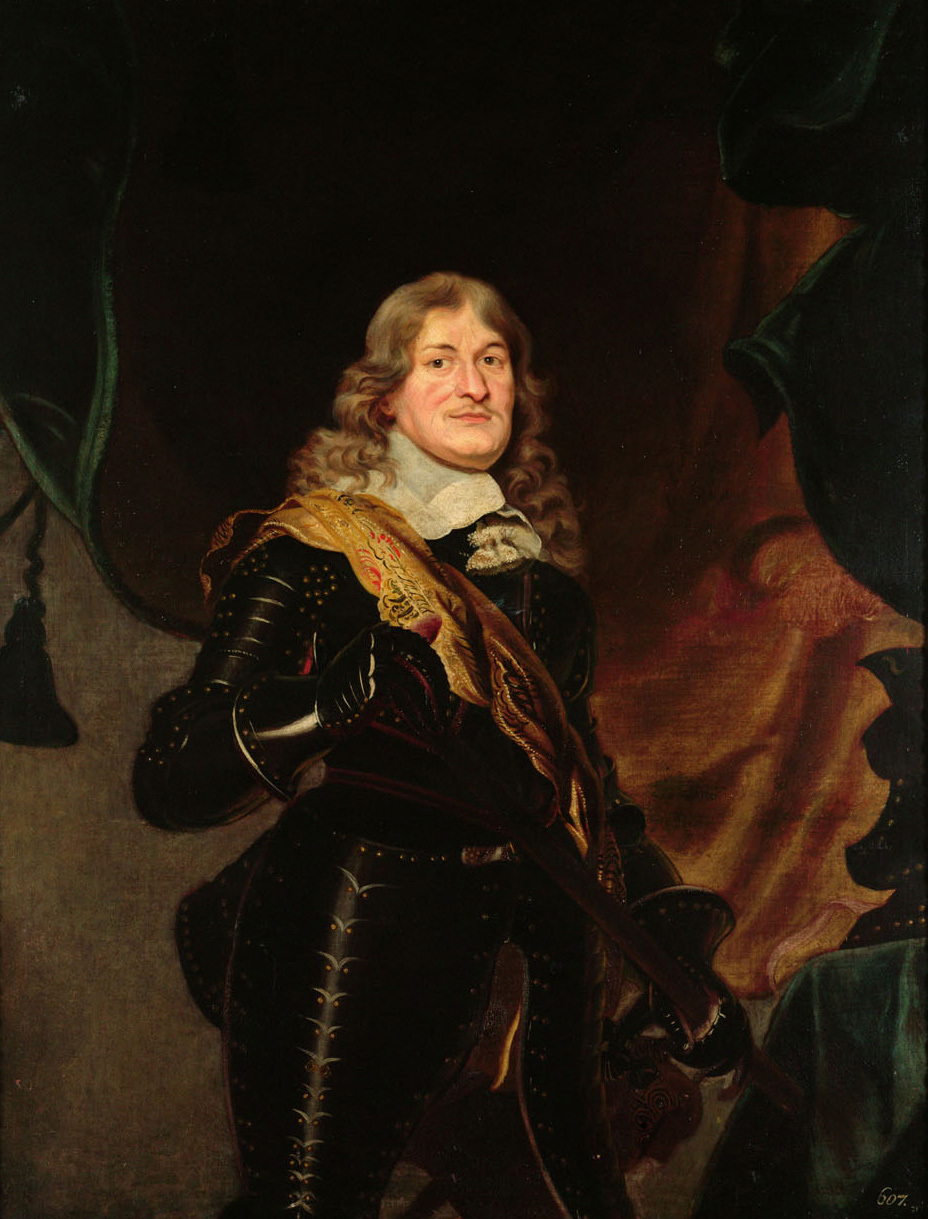
Фридрих Вильгельм I 1640-1688 Курфюрст Бранденбург-Пруссии
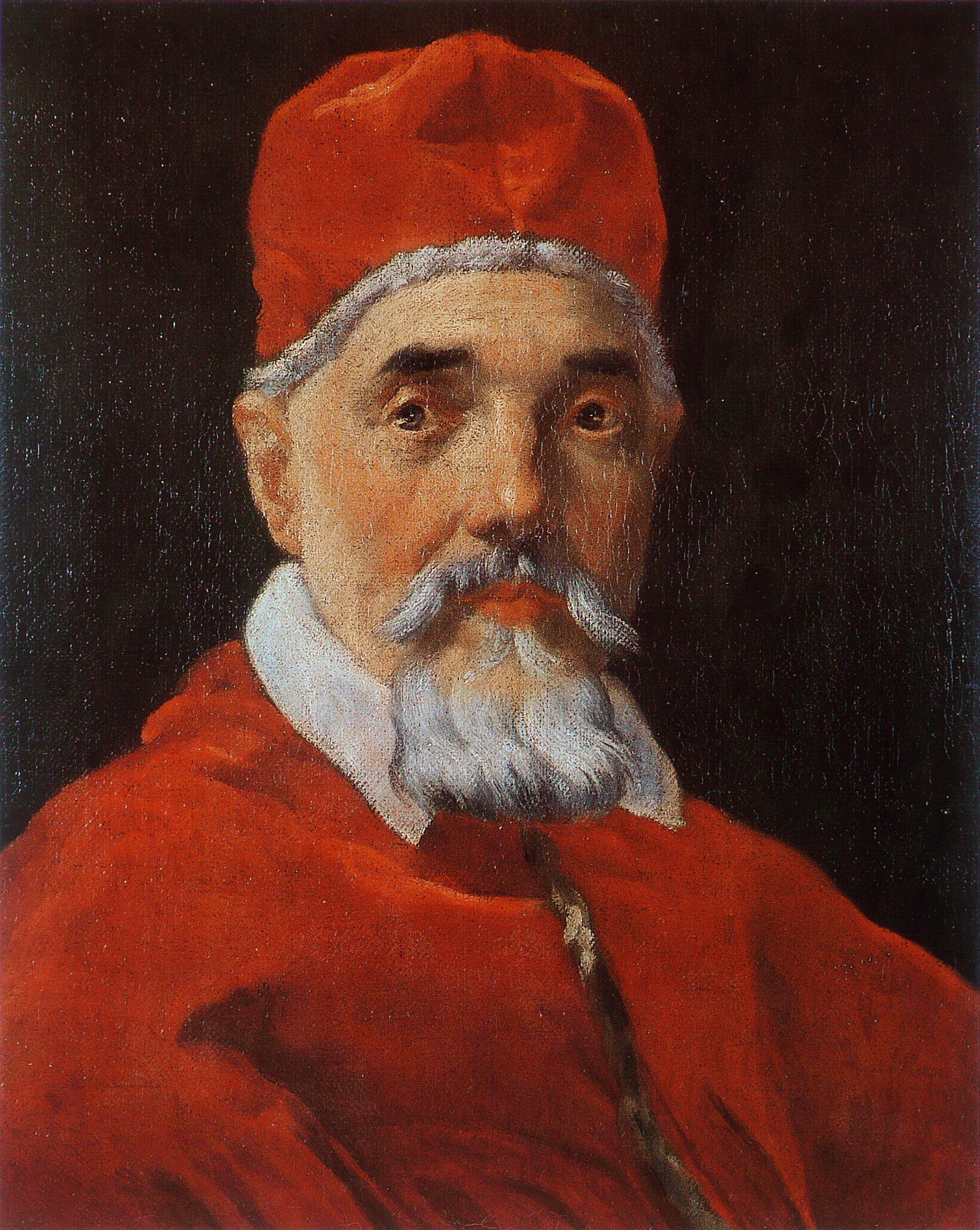
Урбан VIII 1623-1644 Папа Римский